# Circonscription de Molalie
La circonscription de Molalie est une des 135 circonscriptions législatives de l'État fédéré Amhara, elle se situe dans la Zone Nord Shoa. Son représentant actuel est Beza Dejene Melaku.